# Ricardo Filipe da Silva Braga
Ricardo Filipe da Silva Duarte Braga (Valbom, Gondomar, 3 de setembro de 1985), mais conhecido como Ricardinho, é ex-jogador português de futsal, amplamente considerado um dos melhores da história de sua modalidade.
Desde o Gramidense, clube onde começou a jogar futsal aos 17 anos, vestiu as camisolas do Miramar, Benfica, Nagoya Oceans (Japão), CSKA Moscovo (Rússia), Inter Fútbol Sala (Espanha), clube onde se consagrou, atual ACCS FC (França) e, atualmente, o Pendekar United (Indonésia).
Unanimemente considerado como o melhor jogador português de futsal, foi eleito o Melhor Jogador do Mundo em 2010, 2014, 2015, 2016, 2017 e 2018,  sendo o primeiro, e único, português a ser distinguido com este prémio. É o único jogador na história a obter a distinção mais do que 4 vezes, com um recorde de 6.
Ao longo da sua carreira disputou 5 finais da Liga dos Campeões de Futsal da UEFA (ou UEFA Futsal Cup) em 2004, 2010, 2016, 2017 e 2018, tendo vencido em 3 das ocasiões: em 2009/10 ao serviço do Benfica e em 2016-17 e 2017–18 ao serviço do Inter Movistar.
Ricardinho capitaneou a selecção portuguesa na conquista dos seus 2 primeiros grandes troféus internacionais: o Campeonato Europeu de Futsal de 2018 e a Copa do Mundo de Futsal de 2021.
É, atualmente, o melhor marcador de sempre de Campeonatos Europeus de selecções.
Durante o seu percurso lançou dois livros - "Ricardinho - Magia nos pés" (2007) e  "A Magia Acontece Onde há Dedicação" (2018) - e criou a Academia Ricardinho&Ortiz, com o colega de profissão Carlos Ortiz, em 2016, que se dedica aperfeiçoamento técnico dos jovens.
Ricardinho é elogiado pela sua qualidade e esforço defensivos, características raras num jogador com tão grande talento ofensivo e capacidade de drible, marcas representativas de um jogador completo. Dadas todas as suas conquistas e a qualidade exibida, ele já é considerado, por alguns especialistas, como o melhor jogador de futsal de todos os tempos.
No dia 15 de agosto de 2025, Ricardinho anunciou, de forma oficial, a sua aposentadoria do Futsal.

## Carreira
Começou a jogar futsal no Gramidense, clube do qual se transferiu para passar a representar o Miramar, a nível profissional. Logo se destacou na equipa de Vila Nova de Gaia e, sem surpresa, foi contratado pelo Benfica, equipe que acabava de se lançar na modalidade e começava com um projeto ambicioso de acabar com a hegemonia do grande rival, Sporting. 

### Benfica
Alcunhado de "o Mágico", desde logo pega de estaca na formação dos Encarnados e torna-se no favorito dos adeptos. A sua primeira temporada no Benfica resulta num fracasso, a nível interno. O Campeonato 2003/2004 é perdido para o Sporting e a Taça de Portugal é conquistada pelo SL Olivais. Na UEFA Futsal Cup, no entanto, o Benfica, com Ricardinho em grande destaque, fez uma caminhada histórica até à final, onde viria a perder contra os espanhóis do Interviú por 5-7, no agregado das duas mãos.
Na temporada seguinte, tudo é diferente. E o camisola 10 do Benfica ajuda o seu clube a conquistar a "dobradinha", com as vitórias no Campeonato Nacional e na Taça de Portugal 2004/2005, relegando o eterno rival, Sporting, para segundo lugar e batendo o Boavista na final da Taça, por 4-1.
A época 2005/2006 começa prometedora, com a vitória na Supertaça por 5-5 (5-4 nos pénaltis), mas acaba por não terminar da melhor forma, com o Benfica a perder as duas competições mais importantes para os Leões. Na final da Taça, o Benfica sai mesmo derrotado de forma expressiva, por 5-9, na final disputada em Coimbra.
Nas três temporadas seguintes (2006/2007, 2007/2008 e 2008/2009), o Benfica conquistaria a hegemonia do futsal nacional, ganhando 3 Campeonatos Nacionais, 2 Taças de Portugal e 2 Supertaças. Estava dado o mote para a aposta internacional e, dotado de uma equipa fortíssima, composta por jogadores como Ricardinho, Arnaldo Pereira, Pedro Costa, Joel Queirós, César Paulo, entre outros, o Benfica, orientado pelo ex-capitão André Lima, consegue o tão ambicionado troféu de campeão europeu, com a vitória na UEFA Futsal Cup 2009/2010.
Na final four da prova, disputada no Pavilhão Atlântico, em Lisboa, marcou 2 importantíssimos golos frente ao Luparense Calcio de Itália, na meia final. A vitória por 8-4 nesse encontro permitiu ao Benfica carimbar o passaporte para a final da prova. Apesar de não ter feito qualquer golo, foi decisivo no triunfo do Benfica na final, frente ao Interviú Madrid, por 3-2, que tornou o Benfica no primeiro clube português a sagrar-se campeão europeu de futsal. A nível interno, o Benfica perderia a hipótese de se tornar tetra-campeão nacional e seria derrotado pelo Belenenses na final da Taça de Portugal.

### Nagoya Oceans
No final da época 2009/2010, abandona o clube da Luz ao fim de 7 épocas ao serviço do Benfica. Conforme o acordo feito em janeiro de 2010, "o Mágico" assina um contrato de 3 anos com os japoneses do Nagoya Oceans.
Conquista dois troféus, logo na primeira época ao serviço do clube japonês, treinado por Adil Amarante, ex-treinador do jogador no Benfica. Na estreia pelo Nagoya Oceans, marca 2 golos na Oceans Arena Cup, que seria conquistada com uma vitória por 4-0 sobre o Osaka.
O campeonato japonês seria ganho com relativa facilidade, com cinco jornadas por jogar. Com esse triunfo, o Nagoya Oceans sagrava-se tetra-campeão japonês.
Foi durante a época 2010/2011 que Ricardinho conquistou 2 títulos individuais. Foi considerado o melhor jogador do campeonato japonês, mas acima de tudo conquistou o tão ambicionado prémio Umbro Futsal Award, que elege todos os anos o melhor jogador do mundo da modalidade. Tornou-se assim no primeiro, e único, português de sempre a ser considerado o melhor jogador do mundo.

### CSKA Moscovo
Para a temporada 2011/2012, partiu para uma nova aventura. Foi emprestado por uma época ao CSKA de Moscovo, com o clube russo a ficar com direito de opção. Reencontrou Cardinal como colega de equipa, eles que já se conheciam da seleção nacional.
A aventura durou apenas alguns meses. Apontou a falta de profissionalismo e de treinos como a origem do problema que o levou a tomar a decisão de rescindir o contrato com o clube russo.

### Regresso ao Benfica
No início de 2012, regressou ao Benfica. O jogador foi emprestado a seu próprio pedido e chegou com ambições renovadas e o objetivo de voltar a vencer tudo ao serviço dos Encarnados.
Esse objetivo seria conseguido, com o Benfica a conquistar nova dobradinha, depois de vencer o Modicus na final da Taça de Portugal, por 2-1 e vencer o Sporting na final do play-off do Campeonato Nacional. O Sport Lisboa e Benfica conquistou o seu 6º Campeonato apenas na "negra", depois de uma disputada final com os seus grandes rivais, conseguindo a vitória no jogo 4 (na casa do adversário), nas grandes penalidades e o triunfo no jogo decisivo, no prolongamento.
Dos 5 jogos da final, apenas alinhou em 2, por estar suspenso. Curiosamente, apenas alinhou nas duas derrotas averbadas pelo seu clube. Ainda assim, deu um forte contributo para os êxitos do Benfica e conquistou o 5º Campeonato Nacional e a 4ª Taça de Portugal do seu currículo.

### Regresso ao Nagoya Oceans
Após a conclusão do empréstimo ao Benfica, regressou ao campeonato japonês para acabar a última temporada ao serviço do Nagoya Oceans. No último ano, venceu pela segunda vez a F. League e despediu-se em grande do Japão.

### Inter Movistar
Na temporada 2013-14, ultrapassadas várias suspeitas, confirmou-se o regresso de Ricardinho à Europa para competir na Liga Nacional de Fútbol Sala, em Espanha. O jogador assinou por três temporadas pelo histórico clube Inter Fútbol Sala, atualmente conhecido por razões de patrocínio como Inter Movistar, considerado um dos melhores clubes de futsal do mundo.
Desde que Ricardinho está no clube, o Inter Movistar já se sagrou campeão da Copa de España três vezes (2014, 2016 e 2017), conquistou a Copa del Rey na época de 2014-2015, ganhou ainda a Supercopa de España duas vezes (2015 e 2018) e foi também vencedor da UEFA Futsal Cup duas épocas consecutivas (2016-2017 e 2017-2018).
Este ano, 2018, o Inter Movistar sagrou-se pentacampeão de Espanha na LNFS, a principal liga de futsal de Espanha, frente ao FC Barcelona. Este é o 13º título na história do clube e o 5º consecutivo, relativamente a esta competição. O Inter Movistar também conquistou nesta época, e pela segunda vez consecutiva, a UEFA Futsal Cup. 
Durante estes anos que está no Inter Movistar, Ricardinho conquistou o título de Melhor Jogador de Futsal do Mundo 5 vezes (2014, 2015, 2016, 2017 e 2018), tendo já ganho esse título em 2010 pela primeira vez, quando jogava no Nagoya Oceans, do Japão.
Este ano, 2018, foi-lhe atribuído o título de Melhor Jogador do Campeonato Europeu de Futsal. Esta foi a segunda vez que Ricardinho ganhou este prémio, tenho-o ganho pela primeira vez em 2007, quando jogava no Benfica.

### ACCS Asnières Villeneuve 92
De 2020 até 2022, jogou pelos franceses do ACCS Asnières Villeneuve 92 e conquistou a Liga Francesa de Futsal.

### Pendekar United
No final do contrato com o ACCS, assinou um acordo de 3 meses para jogar no Pendekar United, da Indonésia, na AFC Indonesian Pro League. 

## Selecção Nacional
Pela Seleção Nacional, esteve presente em 3 grandes competições internacionais. A sua estreia aconteceu no Europeu de 2007, realizado em Portugal. Teve uma estreia em grande nível e apontou 4 golos. Portugal seria eliminado na meia final, pela campeã Espanha, mas apenas nas grandes penalidades, depois de um empate a 2 no tempo regulamentar. A Seleção Nacional acabaria o torneio no 4º lugar, com uma derrota contra a Rússia no jogo de atribuição de 3º e 4º Lugar. A Espanha ganharia o torneio ao vencer a Itália por 3-1. Foi mesmo considerado o melhor jogador do torneio.
Em 2008, Portugal qualificou-se para o Mundial do Brasil. O torneio não correu da melhor forma a Ricardinho e seus colegas, que acabaram eliminados na fase de grupos, apenas pela diferença de golos. A derrota por 1-3 com a Itália revelar-se-ia fatal para as aspirações nacionais.
Naquele que poderia ser o seu segundo europeu, foi obrigado a ficar de fora, por uma lesão, enquanto os seus colegas garantiam o 2º lugar na competição, realizada na Hungria. Portugal acabou derrotado na final pela Espanha, por 2-4.
Dois anos depois, teve uma nova chance de trazer o título europeu para Portugal, mas a seleção fracassou nesse objetivo e caiu nos quartos de final do Euro2012, aos pés da Itália, derrotada por 1-3.
A 13 de setembro de 2016, tornou-se no melhor marcador de sempre na seleção de Portugal, ao apontar 6 golos na vitória por 9-0 contra o Panamá, em jogo a contar para o campeonato do mundo.
Aos 32 anos de idade, aquele que já foi considerado cinco vezes o melhor jogador do Mundo, vai jogar a sua primeira final de um Europeu, com as quinas ao peito, naquele que poderá ser o primeiro título europeu para a nação.
A 10 de fevereiro de 2018, Portugal vence pela primeira vez a UEFA Futsal Euro. Nesta final Ricardinho marcou um dos 3 golos, tornando-o no jogador com o maior número de golos na história dos europeus de futsal. Em consequência, no mesmo dia, foi agraciado com o grau de Comendador da Ordem do Mérito.
Aos 33 anos, na sequência de uma excelente temporada, ao nível do clube e da selecção, foi considerado pela sexta vez o melhor jogador do Mundo (a quinta vez consecutiva).
A 3 de outubro de 2021, sagrou-se campeão do mundo, quando Portugal venceu pela primeira vez o FIFA Futsal World Cup. A 4 de outubro de 2021, foi agraciado com o grau de Comendador da Ordem do Infante D. Henrique.

## Títulos e honrarias

### Clubes

#### Benfica
- UEFA Futsal Cup (1): 2009-10
- Liga Portuguesa de Futsal (5): 2004-05, 2006-07, 2007-08, 2008-09, 2011-12
- Taça de Portugal de Futsal (4): 2004-05, 2006-07, 2008-09, 2011-12
- Supertaça de Futsal (3): 2006, 2007, 2009

#### Nagoya Oceans
- F. League (2): 2010-11, 2012-13
- Arena's Cup (2): 2010, 2012

#### Inter Movistar
- LNFS (5): 2013-14, 2014-15, 2015-16, 2016-17, 2017-18
- Copa de España (3): 2014, 2016, 2017
- Copa del Rey (1): 2014-15
- Supercopa de España (2): 2015, 2018
- UEFA Futsal Cup (2): 2016-17, 2017-18

ACCS Asnières Villeneuve 92
- Championnat de France de Futsal: 2020-21

### Seleção Portuguesa
- Copa do Mundo de Futsal: 2021
- Mundialito de Futsal: 2007
- Campeonato Europeu de Futsal (1): 2018

### Individual
- Melhor jogador de Futsal do Mundo (6): 2010, 2014, 2015, 2016, 2017 e 2018
- Melhor jogador da Copa do Mundo de Futsal: 2021
- 3º Melhor jogador da Copa do Mundo de Futsal: 2012
- Melhor marcador da Copa do Mundo de Futsal: 2016
- Melhor jogador do Campeonato Europeu de Futsal: 2007, 2018
- Melhor marcador do Campeonato Europeu de Futsal: 2016, 2018
- Melhor jogador da F-League: 2010/11
- Melhor jogador da LNFS: 2013–14, 2014–15
- Melhor jogador da Copa de España: 2014
- Melhor jogador da Liga Portuguesa de Futsal: 2006-07
- Melhor marcador da Liga Portuguesa de Futsal: 2006-07
- Melhor jogador jovem da Liga Portuguesa de Futsal: 2002-03
- Equipa do ano da FutsalFeed: 2020

## Livros

### Ricardinho – Magia nos pés
Em novembro de 2007, Ricardinho lançou o seu primeiro livro "Ricardinho - Magia nos pés", onde explica as técnicas, as tácticas, as jogadas treinadas, as regras e muitos outros apontamentos. Inclui várias histórias retiradas da sua carreira. Este livro foi o primeiro livro de futsal a ser editado em Portugal.

### A Magia Acontece Onde Há Dedicação
O segundo livro de Ricardinho foi lançado em Junho de 2018. Neste livro, partilha a importância da alimentação, do rigoroso plano de treinos, dos exercícios fundamentais na recuperação pós-jogos. Explica, também, as regras da sua modalidade e desvenda o segredo do famoso "cabrito".

## Academia Ricardinho & Ortiz
A Academia de Apuramento Técnico de Futsal Ricardinho & Ortiz foi criada em 2016 por Ricardinho e Carlos Ortiz, o experiente jogador de futsal espanhol e colega de equipa, também capitão da selecção espanhola.
A Academia Ricardinho & Ortiz tem como objectivo dedicar-se ao aperfeiçoamento técnico dos jovens, onde estes podem apurar as suas técnicas de remate, passe e drible. A primeira Academia é em Madrid, mas o objectivo é criar a mesma estrutura no mundo inteiro, e conta já com acordos fechados para a sua implementação em países como Coreia, Dubai, Japão e Portugal.
No final de Junho de 2018, Ricardinho e Ortiz entraram em digressão com a Academia, por várias cidades do mundo. A Tour Ricardinho & Ortiz começou na cidade Dudelange no Luxemburgo, a 30 de Junho, seguindo para Fukuoka, e depois Tóquio. Passou ainda por países como o Qatar, Estados Unidos e Alemanha. Nesta digressão os dois jogadores de futsal tiveram contacto com mais de 500 crianças.       